# 6217 Kodai
A 6217 Kodai, (6217) 1975 XH a Naprendszer kisbolygóövében található aszteroida. Torres és Barros fedezte fel 1975. december 1-jén.